# تیگیرمنوو
تیگیرمنوو (انگلیسی: Tigirmenevo) یک شهرک در شهرستان میشکینسکی استان باشقیرستان کشور روسیه است.